# 资华筠
资华筠（1936年3月—2014年12月9日），女，湖南耒阳人，中国舞蹈表演艺术家和理论家，一级演员，研究员，中国艺术研究院终身研究员，第五、六、七、八、九、十届全国政协委员。

## 家庭
父亲是银行家和金融学家资耀华，姐姐是中国社会科学院美国研究所原所长资中筠，妹妹是中国艺术研究院比较艺术中心副研究员资民筠。